# Lotta ai VII Giochi mondiali militari
I tornei di lotta ai VII Giochi mondiali militari si sono svolti dal 21 al 24 ottobre 2019, presso il Wuhan Vocational College of Software and Engineering di Wuhan, in Cina.

## Partecipanti
Hanno preso parte alla competizione 233 lottatori, in rappresentanza di 47 distinte nazioni.
- Albania (2)
- Algeria (6)
- Armenia (7)
- Azerbaigian (7)
- Azerbaigian (12)
- Brasile (9)
- Bulgaria (1)
- Cina (12)
- Egitto (10)
- Estonia (2)
- Finlandia (3)
- Francia (7)
- Grecia (3)
- Guinea (4)
- Iran (8)
- Camerun (10)

- Qatar (4)
- Kazakistan (12)
- Colombia (9)
- Corea del Nord (11)
- Corea del Sud (8)
- Libano (1)
- Lituania (7)
- Lettonia (3)
- Mongolia (7)
- Nepal (1)
- Nigeria (3)
- Germania (10)
- Perù (2)
- Perù (2)
- Polonia (11)
- Romania (4)

- Russia (12)
- Serbia (2)
- Slovacchia (1)
- Sri Lanka (3)
- Siria (2)
- Stati Uniti (12)
- Svizzera (4)
- Svezia (10)
- Tanzania (7)
- Turchia (8)
- Turkmenistan (2)
- Ucraina (12)
- Ungheria (5)
- Italia (5)
- Vietnam (3)

## Podi

### Lotta greco-romana maschile
| Evento | Oro                            | Argento               | Bronzo                        |
| 60 kg  | Ri Se-ung (PRK)                | Sergey Emelin (RUS)   | Ildar Hafizov (USA)           |
| 60 kg  | Ri Se-ung (PRK)                | Sergey Emelin (RUS)   | Aidos Sultangali (KAZ)        |
| 67 kg  | Mohamed Ibrahim El-Sayed (EGY) | Artëm Surkov (RUS)    | Mikayil Rahmanov (AZE)        |
| 67 kg  | Mohamed Ibrahim El-Sayed (EGY) | Artëm Surkov (RUS)    | Máté Nemeš (SRB)              |
| 77 kg  | Pejman Poshtam (IRI)           | Hasan Aliyev (AZE)    | Florian Neumaier (GER)        |
| 77 kg  | Pejman Poshtam (IRI)           | Hasan Aliyev (AZE)    | Viktor Nemeš (SRB)            |
| 87 kg  | Viktor Lőrincz (HUN)           | Rafiq Hüseynov (AZE)  | Evgeny Saleev (RUS)           |
| 87 kg  | Viktor Lőrincz (HUN)           | Rafiq Hüseynov (AZE)  | Denis Maksymilian Kudla (GER) |
| 97 kg  | Musa Evloev (RUS)              | Elias Kuosmanen (FIN) | Aliaksandr Hrabovik (BLR)     |
| 97 kg  | Musa Evloev (RUS)              | Elias Kuosmanen (FIN) | Oliver Hassler (GER)          |
| 130 kg | Rıza Kayaalp (TUR)             | Heiki Nabi (EST)      | Amin Mirzazadeh (IRI)         |
| 130 kg | Rıza Kayaalp (TUR)             | Heiki Nabi (EST)      | Abdellatif Mohamed (EGY)      |

### Lotta libera maschile
| Evento | Oro                                | Argento                  | Bronzo                         |
| 57 kg  | Pak Un-gwang (PRK)                 | Andrei Dukov (ROU)       | Max Nowry (USA)                |
| 57 kg  | Pak Un-gwang (PRK)                 | Andrei Dukov (ROU)       | Horst Lehr (GER)               |
| 65 kg  | Gadzhimurad Rashidov (RUS)         | Vasyl Shuptar (UKR)      | Tian Zhenguang (CHN)           |
| 65 kg  | Gadzhimurad Rashidov (RUS)         | Vasyl Shuptar (UKR)      | Selahattin Kılıçsallayan (TUR) |
| 74 kg  | Khetag Tsabolov (RUS)              | Nurkozha Kaipanov (KAZ)  | Lee Seung-bong (KOR)           |
| 74 kg  | Khetag Tsabolov (RUS)              | Nurkozha Kaipanov (KAZ)  | Soner Demirtaş (TUR)           |
| 86 kg  | Artur Naifonov (RUS)               | Ahmed Dudarov (GER)      | Mher Markosyan (ARM)           |
| 86 kg  | Artur Naifonov (RUS)               | Ahmed Dudarov (GER)      | Ahmad Bazri (IRI)              |
| 97 kg  | Mohammad Hossein Mohammadian (IRI) | Aliaksandr Hushtyn (BLR) | Vladislav Baitsaev (RUS)       |
| 97 kg  | Mohammad Hossein Mohammadian (IRI) | Aliaksandr Hushtyn (BLR) | Fatih Yaşarlı (TUR)            |
| 125 kg | Taha Akgül (TUR)                   | Yadollah Mohebbi (IRI)   | Deng Zhiwei (CHN)              |
| 125 kg | Taha Akgül (TUR)                   | Yadollah Mohebbi (IRI)   | Robert Baran (POL)             |

### Lotta libera femminile
| Evento | Oro                     | Argento                       | Bronzo                       |
| 50 kg  | Li Yuyan (CHN)          | Whitney Conder (USA)          | Kim Su-jong (PRK)            |
| 50 kg  | Li Yuyan (CHN)          | Whitney Conder (USA)          | Kseniya Stankevich (BLR)     |
| 53 kg  | Yon Jo-hwa (PRK)        | Suzanna Șeicariu (ROU)        | Nina Hemmer (GER)            |
| 53 kg  | Yon Jo-hwa (PRK)        | Suzanna Șeicariu (ROU)        | Milana Dadasheva (RUS)       |
| 57 kg  | Li Hui (CHN)            | Sükheegiin Tserenchimed (MGL) | Katarzyna Krawczyk (POL)     |
| 57 kg  | Li Hui (CHN)            | Sükheegiin Tserenchimed (MGL) | Jong Myong-suk (PRK)         |
| 62 kg  | Mun Hyon-gyong (PRK)    | Maria Kuznetsova (RUS)        | Anastasiya Huchok (BLR)      |
| 62 kg  | Mun Hyon-gyong (PRK)    | Maria Kuznetsova (RUS)        | Laís Nunes (BRA)             |
| 68 kg  | Zhou Feng (CHN)         | Agnieszka Wieszczek (POL)     | Enkh-Amaryn Davaanasan (MGL) |
| 68 kg  | Zhou Feng (CHN)         | Agnieszka Wieszczek (POL)     | Khanum Velieva (RUS)         |
| 76 kg  | Natalia Vorobieva (RUS) | Wang Juan (CHN)               | Gulmaral Yerkebayeva (KAZ)   |
| 76 kg  | Natalia Vorobieva (RUS) | Wang Juan (CHN)               | Alla Belins'ka (UKR)         |

## Medagliere
Nazione ospitante.
| Pos.   | Paese          | Oro | Argento | Bronzo | Totale |
| ------ | -------------- | --- | ------- | ------ | ------ |
| 1      | Russia         | 5   | 3       | 4      | 12     |
| 2      | Corea del Nord | 4   | 0       | 2      | 6      |
| 3      | Cina           | 3   | 1       | 2      | 6      |
| 4      | Iran           | 2   | 1       | 2      | 5      |
| 5      | Turchia        | 2   | 0       | 3      | 5      |
| 6      | Egitto         | 1   | 0       | 1      | 2      |
| 7      | Ungheria       | 1   | 0       | 0      | 1      |
| 8      | Azerbaigian    | 0   | 2       | 1      | 3      |
| 9      | Romania        | 0   | 2       | 0      | 2      |
| 10     | Germania       | 0   | 1       | 5      | 6      |
| 11     | Bielorussia    | 0   | 1       | 3      | 4      |
| 12     | Stati Uniti    | 0   | 1       | 2      | 3      |
| 12     | Kazakistan     | 0   | 1       | 2      | 3      |
| 12     | Polonia        | 0   | 1       | 2      | 3      |
| 15     | Mongolia       | 0   | 1       | 1      | 2      |
| 15     | Ucraina        | 0   | 1       | 1      | 2      |
| 17     | Estonia        | 0   | 1       | 0      | 1      |
| 17     | Finlandia      | 0   | 1       | 0      | 1      |
| 19     | Serbia         | 0   | 0       | 2      | 2      |
| 20     | Armenia        | 0   | 0       | 1      | 1      |
| 20     | Corea del Sud  | 0   | 0       | 1      | 1      |
| 20     | Brasile        | 0   | 0       | 1      | 1      |
| Totale | Totale         | 18  | 18      | 36     | 72     |